# Pont de l'Estret
El Pont de l'Estret és un pont del municipi de la Riba (Alt Camp), catalogat com a bé cultural d'interès local.

## Descripció
El pont està situat damunt del riu Francolí, al congost de l'Estret de la Riba que talla el massís calcari de la Serralada Pre-litoral.
Presenta una combinació d'estructura de ferro i d'obra. No té pilars intermedis, ja que el riu que ha de salvar és estret en aquest punt. Els estreps són de pedra i l'armadura, formada de bigues, és de ferro.

## Història
El "Pont de l'Estret", dit també el "Pont de ferro", es va fer a la Riba amb motiu de la construcció de la línia del ferrocarril de Reus a Montblanc. La línia completa, de Lleida a Reus i Tarragona, es va fer entre els anys 1856 i 1879. L'estació de la Riba es va començar el 22 de març de 1858 i el mes d'agost va arribar-hi la primera màquina. El mes de setembre ja es podia transitar pel pont, i finalment s'inaugurà la línia el 13 de maig del 1859.